# Lai-Sang Young
Lai-Sang Young (Hong Kong, 195) é uma matemática estadunidense de raízes chinesas, que trabalha com sistemas dinâmicos caóticos
Young estudou matemática na Universidade do Wisconsin-Madison (bacharelado em 1973) e na Universidade da Califórnia em Berkeley, onde obteve em 1976 um mestrado e um doutorado em 1978, orientada por Rufus Bowen, com a tese Entropy and Symbolic Dynamics of Certain Smooth Systems. Já em 1977 publicou seu primeiro trabalho. No pós-doutorado esteve na Universidade Northwestern, a partir de 1980 na Universidade Estadual de Michigan, onde foi em 1984 professora associada, a partir de 1987 na Universidade do Arizona, onde foi em 1990 professora. A partir de 1990 foi professora da Universidade da Califórnia em Los Angeles (UCLA) e a partir de 1999 no Instituto Courant de Ciências Matemáticas, onde é Henry and Lucy Moses Professor of Natural Science e professora de matemática.
Recebeu o Prêmio Ruth Lyttle Satter de Matemática de 1993. Em 2004 foi eleita fellow da Academia de Artes e Ciências dos Estados Unidos. Foi palestrante convidada do Congresso Internacional de Matemáticos em Zurique (1994: Ergodic theory of attractors). Em 2005 apresentou uma Noether Lecture. Apresentará um palestra plenária no Congresso Internacional de Matemáticos no Rio de Janeiro (2018).

## Obras
- Developments in Chaotic Dynamics, Notices AMS, Novembro 1998
- Statistical properties of dynamical systems with some hyperbolicity, Annals of Mathematics, Volume 147, 1998, p. 585–650
- com Benedicks: Sinai-Bowen-Ruell measure for certain Hénon maps, Invent. Math. 112 (1993), 541-576